# Азійський грип
Пандемія грипу 1957—1958 років, Відома також як азійський грип, була глобальною пандемією підтипу вірусу грипу A H2N2, який зародився в Гуйчжоу, Китай, і від якого загинув щонайменше 1 мільйон людей у всьому світі.

## Історія
Штам вірусу, що спричинив пандемію, підтип H2N2 вірусу грипу, являв собою рекомбінацію пташиного грипу (ймовірно, від гусей) та вірусів грипу людини. Оскільки це був новий штам вірусу, у населення був мінімальний імунітет.
Про перші випадки повідомлялося в Гуйчжоу наприкінці 1956 року або в лютому 1957 року, і про них повідомлялося в сусідній провінції Юньнань до кінця лютого. 17 квітня газета The Times повідомила, що «епідемія грипу вплинула на тисячі жителів Гонконгу». Того ж місяця Сінгапур також пережив спалах нового грипу. У Тайвані до середини травня постраждали 100 000, а до червня Індія зазнала мільйона випадків. Наприкінці червня пандемія досягла Великої Британії.
До червня 1957 р. захворювання дійшло до США, де спочатку спричинило мало інфікувань. Деякі з перших постраждалих були особовим складом ВМС США на есмінцях, що перебували на Морській станції Ньюпорт. Перша хвиля досягла свого піку в жовтні (серед дітей, які повернулися до школи), а друга хвиля — у січні та лютому 1958 року серед літніх людей, що було більш смертельним. Мікробіолог Моріс Хіллеман був стривожений фотографіями постраждалих від вірусу в Гонконгу, опублікованими в The New York Times. Він отримав зразки вірусу у лікаря ВМС США в Японії. 12 травня 1957 року Служба охорони здоров'я передала культуру вірусів виробникам вакцин, а вакцина вступила до випробувань у Форт-Орді 26 липня і базі ВПС Лоурі — 29 липня. Вакцина була доступна з жовтня 1957 року у Великій Британії. Хоча вона була доступна спочатку лише в обмеженій кількості, її швидке впровадження допомогло стримувати пандемію.
Вірус грипу H2N2 й далі циркулював до 1968 року, коли через антигенний перехід трансформувався в підтип H3N2 вірусу грипу — причину пандемії грипу 1968 року.

## Оцінки смертності
У Сполученому Королівстві було 3 % ускладнень та смертність 0,3 %; Хвороба може сама по собі викликати пневмонію, без наявності вторинної бактеріальної інфекції. Грип, можливо, заразив стільки чи більше людей, ніж пандемія іспанського грипу 1918 року, але вакцина, поліпшення охорони здоров'я та винахід антибіотиків сприяли зниженню смертності. Загалом пандемія спричинила від 1 до 2 мільйонів смертей у всьому світі або 2 до 4 мільйонів. CDC оцінює 1,1 мільйона смертей у всьому світі. Згідно з дослідженням журналу «Інфекційні хвороби», найбільша надмірна смертність спостерігалась у Латинській Америці. Від 70 000 до 116 000 людей загинули в США. На початку 1958 року було підраховано, що 14 тисяч людей вже померли від грипу у Сполученому Королівстві з 9 мільйонів, які захворіли. Захворювання спричинило багато інфікувань у дітей, поширилося в школах і призвело до закриття багатьох шкіл, але рідко було смертельним у дітей. Вірус виявився найбільш смертельним у вагітних жінок, літніх людей, а також у тих, хто раніше мав захворювання серця та легенів. Згідно з дослідженнями Барбари Сендс, частина надмірної смертності, яка приписується великим стрибкам у маоїстському Китаї, може бути насправді спричинена грипом 1957 року.

## Економічні наслідки
Промисловий індекс Dow Jones втратив 15 % своєї вартості у другій половині 1957 року. У Сполученому Королівстві уряд виплатив 10 млн фунтів стерлінгів на допомогу по хворобі, а деякі заводи та шахти довелося закрити. Багато шкіл довелося закрити в Ірландії, в тому числі 17 у Дубліні.